# كالوندرا
كالوندرا هي بلدة، في أستراليا، تقع في كوينزلاند، بلغ عدد سكانها 41,293 نسمة وذلك حسب إحصائيات سنة 2006، رمزها البريدي هو 4551.

## المناخ
يظهر الجدول التالي التغييرات المناخية على مدار السنة لكالوندرا:
| البيانات المناخية لـكالوندرا      | البيانات المناخية لـكالوندرا | البيانات المناخية لـكالوندرا | البيانات المناخية لـكالوندرا | البيانات المناخية لـكالوندرا | البيانات المناخية لـكالوندرا | البيانات المناخية لـكالوندرا | البيانات المناخية لـكالوندرا | البيانات المناخية لـكالوندرا | البيانات المناخية لـكالوندرا | البيانات المناخية لـكالوندرا | البيانات المناخية لـكالوندرا | البيانات المناخية لـكالوندرا | البيانات المناخية لـكالوندرا |
| الشهر                             | يناير                        | فبراير                       | مارس                         | أبريل                        | مايو                         | يونيو                        | يوليو                        | أغسطس                        | سبتمبر                       | أكتوبر                       | نوفمبر                       | ديسمبر                       | المعدل السنوي                |
| --------------------------------- | ---------------------------- | ---------------------------- | ---------------------------- | ---------------------------- | ---------------------------- | ---------------------------- | ---------------------------- | ---------------------------- | ---------------------------- | ---------------------------- | ---------------------------- | ---------------------------- | ---------------------------- |
| الدرجة القصوى °م (°ف)             | 37.6 (99.7)                  | 35.2 (95.4)                  | 33.8 (92.8)                  | 32.5 (90.5)                  | 29.6 (85.3)                  | 26.5 (79.7)                  | 27.0 (80.6)                  | 28.4 (83.1)                  | 33.3 (91.9)                  | 32.2 (90.0)                  | 34.6 (94.3)                  | 35.5 (95.9)                  | 37.6 (99.7)                  |
| متوسط درجة الحرارة الكبرى °م (°ف) | 27.6 (81.7)                  | 27.2 (81.0)                  | 26.4 (79.5)                  | 24.6 (76.3)                  | 22.2 (72.0)                  | 19.8 (67.6)                  | 19.3 (66.7)                  | 20.3 (68.5)                  | 22.3 (72.1)                  | 24.1 (75.4)                  | 25.4 (77.7)                  | 27.0 (80.6)                  | 23.8 (74.8)                  |
| متوسط درجة الحرارة الصغرى °م (°ف) | 21.4 (70.5)                  | 21.2 (70.2)                  | 19.9 (67.8)                  | 17.4 (63.3)                  | 14.9 (58.8)                  | 11.7 (53.1)                  | 10.8 (51.4)                  | 11.6 (52.9)                  | 13.9 (57.0)                  | 16.5 (61.7)                  | 18.5 (65.3)                  | 20.3 (68.5)                  | 16.5 (61.7)                  |
| أدنى درجة حرارة °م (°ف)           | 15.0 (59.0)                  | 15.3 (59.5)                  | 13.4 (56.1)                  | 9.3 (48.7)                   | 6.4 (43.5)                   | 4.3 (39.7)                   | 3.3 (37.9)                   | 5.0 (41.0)                   | 6.8 (44.2)                   | 9.2 (48.6)                   | 11.7 (53.1)                  | 12.7 (54.9)                  | 3.3 (37.9)                   |
| الهطول مم (إنش)                   | 174.0 (6.85)                 | 202.4 (7.97)                 | 208.0 (8.19)                 | 172.9 (6.81)                 | 170.3 (6.70)                 | 102.4 (4.03)                 | 89.2 (3.51)                  | 60.8 (2.39)                  | 54.3 (2.14)                  | 81.1 (3.19)                  | 113.3 (4.46)                 | 147.4 (5.80)                 | 1٬578٫3 (62.14)              |
| المصدر: Bureau of Meteorology     |                              |                              |                              |                              |                              |                              |                              |                              |                              |                              |                              |                              |                              |

## أعلام
- جويل مون
- روي هارفي